# Patricius Borház
A Patricius Borház borászat a Tokaji borvidéken; székhelye Bodrogkisfaludon található. 2016-ban Az év pincészetévé választották.

## Történelem
A Kékessy család felmenői mind apai, mind anyai ágon ismert szőlőbirtokosok voltak a 18. századtól Mátraalján és Tokaj-hegyalján.
A Patricius Borház Kft-t 2002-ben jegyezte be a cégbíróság.

## Személyek
A Patricius Borház Kft. tulajdonosai Kékessy Dezső volt párizsi magyar nagykövet és gyermekei, Kékessy Katinka (Dr. Catherine Elisabeth Kékessy), Kékessy Piroska Barbara és Kékessy Georges Sándor.
A borászatot Dr. Molnár Péter birtokigazgató, Varga István borászati vezető, Pelsőczi Éva szőlész és Geri Ádám sales & marketing manager működteti.

## Filozófia
A borászat filozófiájának fontos eleme a borvidék hagyományainak tisztelete, azok újjáélesztése és továbbadása. Emellett a Tokaj-hegyaljára jellemző egyedi természeti adottságok jelentik az alapját.

## Szőlők
A 85 hektáros birtok 5 település határában terül el, és 8 történelmi első osztályú dűlőre terjed ki: Teleki, Sajgó, Lapis, Várhegy, Czigány, Bendecz, Szárhegy és Boglyos, ami sokszínű talajadottságokat jelent.
A termőterületeken a borvidék szőlőfajtáinak jelentős része – furmint, hárslevelű, sárga muskotály, zéta, kövérszőlő megtalálható, és az ültetvények korösszetétele is változatos.
A borászatnak beszállítója a szintén bodrogkisfaludi székhelyű, részben a Kékessy-család tulajdonában álló, szőlőtermesztéssel foglalkozó Arany Dűlők Kft. és Szárhegy dűlő-Sárazsadány-Tokajhegyalja Kft.

## Borászat, technológia
A birtokközpont a bodrogkisfaludi Várhegy-dűlőben épült fel egy 300 éves uradalmi présház átalakításával, mely az 1867-ben megjelent Tokaj-Hegyalja Albumban is szerepelt. Ehhez csatlakozik a később organikus stílusban épült modern, gravitációs rendszerű borászat, mely 2005-ben készült el.

## Termékek
A borház termékei között száraz borok, pezsgők, valamint késői szüretelésű és aszúborok találhatók, melyeket a szaksajtó rendre a legjobb tokaji borok között említ.

## Szolgáltatások
A birtokközpont egyben látogatóközpontként is működik: a présházban található borkóstoló-termek, vinotéka és borterasz gasztronómiai események, koncertek, kiállítások helyszínéül szolgálnak. A borház birtoklátogatással egybekötött borkóstolók mellett dűlőtúrára, borpiknikre is lehetőséget ad.

## Elismerések
2016-ban Az év pincészetévé választották.